# Milano Koenders
Milano Koenders (Amsterdam, 31 luglio 1986) è un ex calciatore olandese, di ruolo difensore.

## Palmarès

### Club
- Eredivisie: 1

AZ Alkmaar: 2008-2009